# Ebenezer D. Bassett
Ebenezer Don Carlos Bassett (* 16. Oktober 1833 in Derby, Connecticut (nach anderen Angaben: Litchfield, Connecticut); † 15. November 1908 in Philadelphia, Pennsylvania (nach anderen Angaben: Brooklyn, New York City)) war ein US-amerikanischer Lehrer und Diplomat, der 1863 Unterzeichner eines Aufrufs an Afroamerikaner war, sich am Sezessionskrieg zu beteiligen, und zwischen 1869 und 1877 als Ministerresident der Vereinigten Staaten in Haiti erster Afroamerikaner war, der ein diplomatisches Amt bekleidete.

## Leben
Ebenezer Don Carlos Bassett, dessen Vater Afroamerikaner war und dessen Mutter von den Pequot stammte, einem Algonkin sprechenden Indianerstamm, ließ sich nach dem Besuch der Connecticut Normal School in Philadelphia als Lehrer nieder und spielte eine entscheidende Rolle bei den Bemühungen der Union im Sezessionskrieg, indem er 1863 als Unterzeichner eines Aufrufs Afroamerikaner zum Militärdienst im Unionsheer ermutigte.
Am 16. April 1869 wurde Bassett von US-Präsident Ulysses S. Grant zum Ministerresidenten der Vereinigten Staaten in Haiti ernannt. Dort übergab er am 7./8. September 1869 seine Akkreditierung als Nachfolger von Gideon H. Hollister und war damit der erste Afroamerikaner, der ein diplomatisches Amt bekleidete. Er verblieb auf diesem Posten bis zu seiner Abberufung am 27. November 1877 und wurde daraufhin von John Mercer Langston abgelöst. Er war zugleich zwischen 1869 und 1877 Generalkonsul in Port-au-Prince sowie außerdem seit 1874 auch in Santo Domingo. 
Nach Abschluss seiner diplomatischen Tätigkeit in Haiti kehrte Bassett zur Bildung zurück und fungierte unter anderem als Direktor des Institute for Coloured Youth (ICY) in Philadelphia, der heutigen Cheyney University of Pennsylvania, wo er Studenten unterrichtete und betreute, die später in der Bürgerrechtsbewegung und anderen Bereichen eine herausragende Rolle spielten. Zu seinen Studenten zählte unter anderem John H. Smyth (1844–1908), der später zwischen 1878 und 1881 sowie erneut von 1882 bis 1885 Ministerresident und Generalkonsul in Liberia war. Er selbst war später zwischen 1879 und 1888 Honorar-Generalkonsul und von 1898 bis 1902 sowie erneut zwischen 1904 und seinem Tode 1908 Honorarkonsul von Haiti in New York City.
Aus seiner 1855 geschlossenen Ehe mit Eliza Park Bassett (1836–1895) gingen die acht Kinder Charlotte Bassett (1856–1912), Ebenezer Bassett (1858–1922), Iphigenia Bassett (1864–1875), Elizabeth Bassett Wilson (1867–1929), Ulysses Simpson Grant Bassett (1872–1942), Frederick D. Bassett (1874–1877), Olive Lubin Bassett (1876–1882) und Wendell P. Bassett (1878–1915) hervor. Die Kinder Elizabeth Bassett Wilson, Ulysses Simpson Grant Bassett und Wendell P. Bassett waren Absolventen der Yale University. Nach seinem Tode wurde er auf dem Grove Street Cemetery in New Haven beigesetzt.

## Hintergrundliteratur
- Wilma Dockett-McLeod: Ebenezer Don Carlos Bassett. A biographical sketch of America’s first American of African descent diplomat, Author House, Bloomington 2005
- Christopher Teal: Hero of Hispaniola. America’s First Black Diplomat, Ebenezer D. Bassett, Praeger, Westport 2008